# Dégagnac
Dégagnac est une commune française, située dans l'ouest du département du Lot en région Occitanie.
Elle est également dans la Bouriane, une région naturelle sablonneuse et collinaire couverte de forêt avec comme essence principale des châtaigniers.
Exposée à un climat océanique altéré, elle est drainée par le Céou, le ruisseau de l'Ourajoux, le ruisseau de Palazat, le ruisseau de Rivalès et par divers autres petits cours d'eau. Incluse dans le bassin de la Dordogne, la commune possède un patrimoine naturel remarquable composé de deux zones naturelles d'intérêt écologique, faunistique et floristique.
Dégagnac est une commune rurale qui compte 637 habitants en 2022, après avoir connu un pic de population de 2 632 habitants en 1800.  Elle fait partie de l'aire d'attraction de Gourdon. Ses habitants sont appelés les Dégagnacois ou  Dégagnacoises.

## Géographie
Commune située dans le Quercy entre Gourdon et Cahors.

### Hydrographie
Le Céou et les ruisseaux de Rivalès et de Bléou sont les principaux cours d'eau parcourant la commune.

### Communes limitrophes

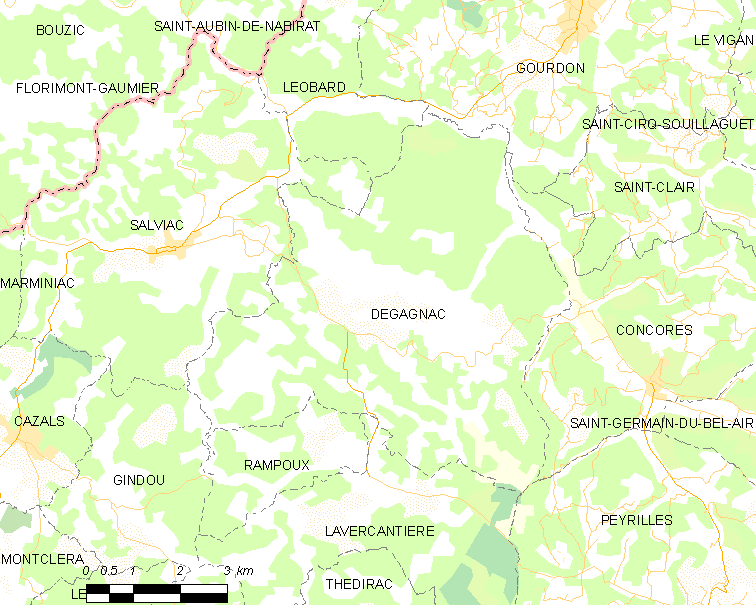
Carte de la commune de Dégagnac et des proches communes.

Les communes limitrophes sont Concorès, Gindou, Gourdon, Lavercantière, Léobard, Peyrilles, Rampoux et Salviac.
| Salviac | Léobard       | Gourdon   |
| Gindou  | Dégagnac      | Concorès  |
| Rampoux | Lavercantière | Peyrilles |

### Climat
Pour des articles plus généraux, voir Climat de l'Occitanie et Climat du Lot.
En 2010, le climat de la commune est de type climat océanique altéré, selon une étude s'appuyant sur une série de données couvrant la période 1971-2000. En 2020, Météo-France publie une typologie des climats de la France métropolitaine dans laquelle la commune est toujours exposée à un climat océanique altéré et est dans une zone de transition entre les régions climatiques « Aquitaine, Gascogne » et « Ouest et nord-ouest du Massif Central ». La première est caractérisée par une pluviométrie abondante au printemps, modérée en automne, un faible ensoleillement au printemps, un été chaud (19,5 °C), des vents faibles, des brouillards fréquents en automne et en hiver et des orages fréquents en été (15 à 20 jours).  La seconde présente une pluviométrie annuelle de 900 à 1 500 mm, maximale en automne et en hiver.
Pour la période 1971-2000, la température annuelle moyenne est de 12,8 °C, avec une amplitude thermique annuelle de 15,3 °C. Le cumul annuel moyen de précipitations est de 900 mm, avec 11,8 jours de précipitations en janvier et 6,7 jours en juillet. Pour la période 1991-2020, la température moyenne annuelle observée sur la station météorologique la plus proche, située sur la commune de Gourdon à 9 km à vol d'oiseau, est de 13,1 °C et le cumul annuel moyen de précipitations est de 823,0 mm,. Pour l'avenir, les paramètres climatiques de la commune estimés pour 2050 selon différents scénarios d’émission de gaz à effet de serre sont consultables sur un site dédié publié par Météo-France en novembre 2022.

### Milieux naturels et biodiversité

#### Espaces protégés
La protection réglementaire est le mode d’intervention le plus fort pour préserver des espaces naturels remarquables et leur biodiversité associée,.
La commune fait partie de la zone de transition du bassin de la Dordogne, un territoire d'une superficie de 1 880 258 ha reconnu réserve de biosphère par l'UNESCO en juillet 2012,.

#### Zones naturelles d'intérêt écologique, faunistique et floristique

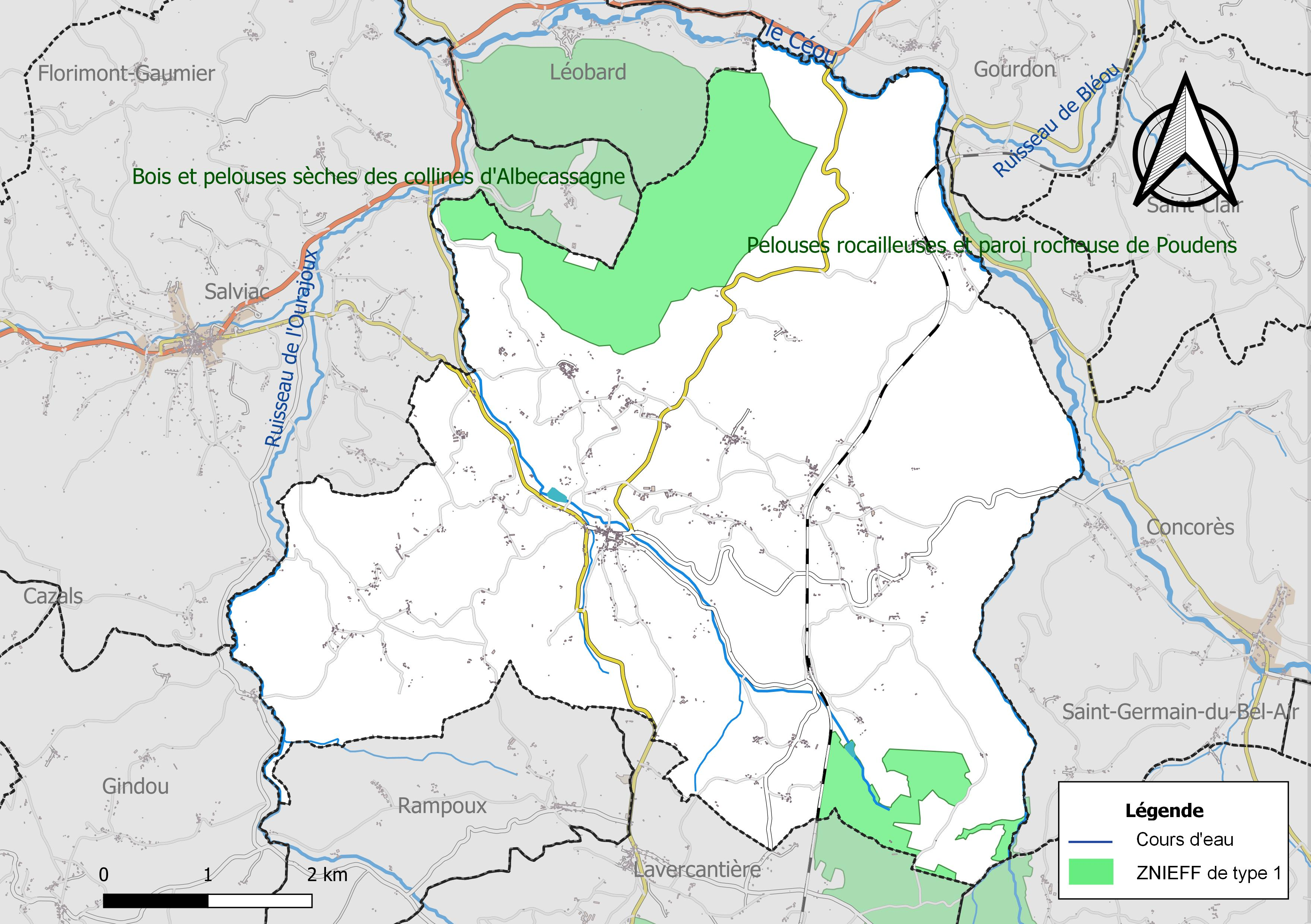
Carte des ZNIEFF de type 1 localisées sur la commune.

L’inventaire des zones naturelles d'intérêt écologique, faunistique et floristique (ZNIEFF) a pour objectif de réaliser une couverture des zones les plus intéressantes sur le plan écologique, essentiellement dans la perspective d’améliorer la connaissance du patrimoine naturel national et de fournir aux différents décideurs un outil d’aide à la prise en compte de l’environnement dans l’aménagement du territoire.
Deux ZNIEFF de type 1 sont recensées sur la commune :
les « bois et pelouses sèches des collines d'Albecassagne » (643 ha), couvrant 3 communes du département et 
les « landes, bois et zones tourbeuses du Frau de Lavercantière, hauts-vallons des ruisseaux du Degagnazès, de la Malemort et du Rivalès » (1 406 ha), couvrant 6 communes du département.

## Urbanisme

### Typologie
Au 1er janvier 2024, Dégagnac est catégorisée commune rurale à habitat très dispersé, selon la nouvelle grille communale de densité à sept niveaux définie par l'Insee en 2022.
Elle est située hors unité urbaine. Par ailleurs la commune fait partie de l'aire d'attraction de Gourdon, dont elle est une commune de la couronne,. Cette aire, qui regroupe 22 communes, est catégorisée dans les aires de moins de 50 000 habitants,.

### Occupation des sols
L'occupation des sols de la commune, telle qu'elle ressort de la base de données européenne d’occupation biophysique des sols Corine Land Cover (CLC), est marquée par l'importance des forêts et milieux semi-naturels (54 % en 2018), une proportion sensiblement équivalente à celle de 1990 (54,8 %). La répartition détaillée en 2018 est la suivante : 
forêts (52,9 %), zones agricoles hétérogènes (38,2 %), prairies (5,6 %), terres arables (2,1 %), milieux à végétation arbustive et/ou herbacée (1,2 %). L'évolution de l’occupation des sols de la commune et de ses infrastructures peut être observée sur les différentes représentations cartographiques du territoire : la carte de Cassini (XVIIIe siècle), la carte d'état-major (1820-1866) et les cartes ou photos aériennes de l'IGN pour la période actuelle (1950 à aujourd'hui).

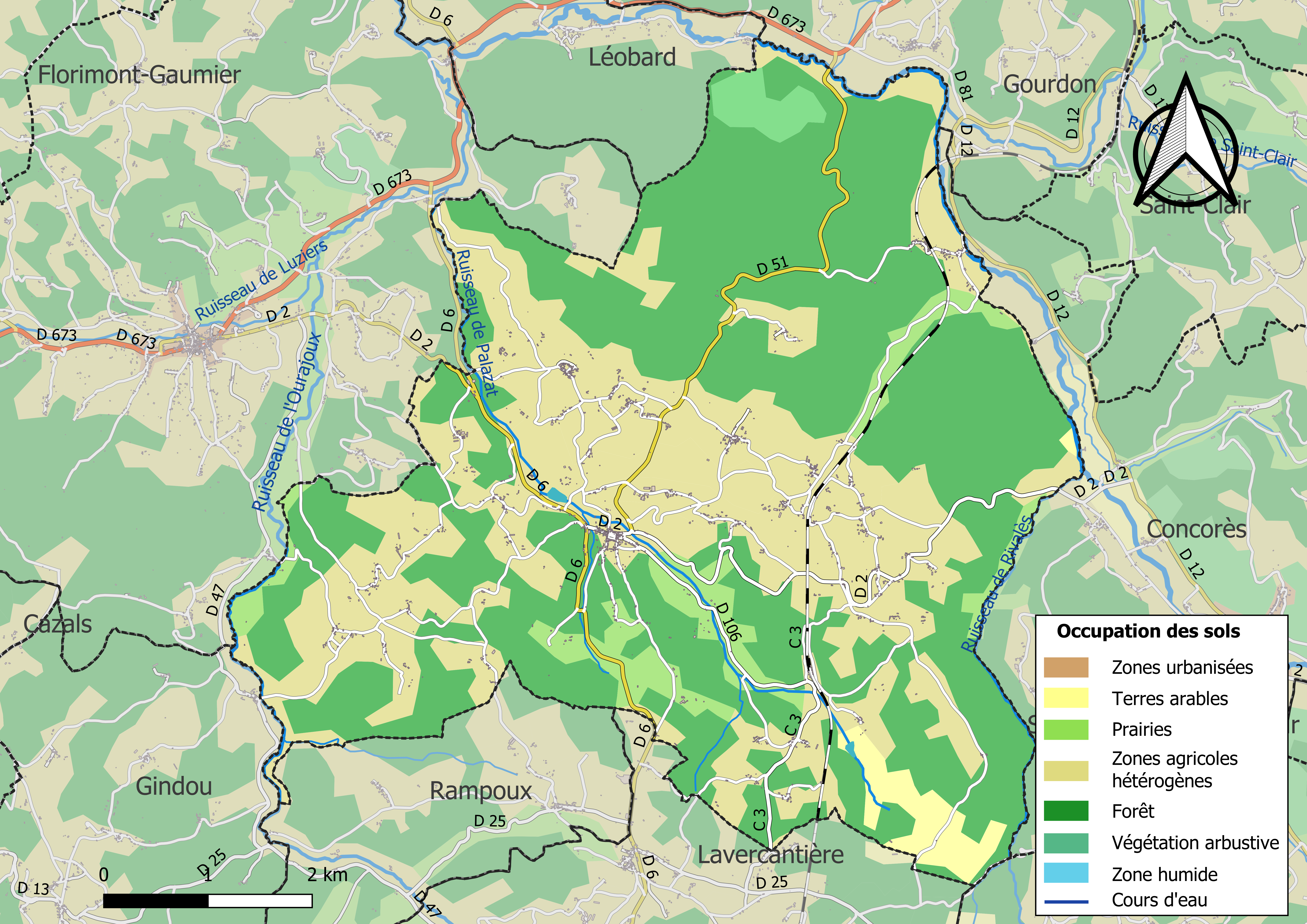
Carte des infrastructures et de l'occupation des sols de la commune en 2018 (CLC).

## Toponymie
Le toponyme Dégagnac est basé sur un anthroponyme latin, Decanus, désignant un sous-officier commandant dix légionnaires. La terminaison -ac est issue du suffixe gaulois -acon (lui-même du celtique commun *-āko-), souvent latinisé en -acum dans les textes.

## Histoire
Dégagnac apparaît pour la première fois dans un document à l'occasion du passage de l'évêque de Limoges Ruricius à la fin du Ve siècle.

## Politique et administration
| Période | Période  | Identité                 | Étiquette | Qualité |
| ------- | -------- | ------------------------ | --------- | ------- |
| 1802    | 1803     | Pierre Joseph Duscrech   |           |         |
| 1803    | 1814     | Jean Calmont             |           |         |
| 1814    | 1848     | Pierre Larnaudie         |           |         |
| 1848    | 1851     | Arnaud Lafon             |           |         |
| 1851    | 1857     | Pierre Larnaudie         |           |         |
| 1857    | 1870     | Jean Pierre Couderc      |           |         |
| 1870    | 1871     | Arnaud Mercadie          |           |         |
| 1871    | 1884     | Jean Pierre Couderc      |           |         |
| 1884    | 1893     | Alphonse Henri Larnaudie |           |         |
| 1893    | 1901     | Augustin Picou           |           |         |
| 2001    | 2020     | Madeleine Blanc          |           |         |
| 2020    | En cours | Didier Pugnet            |           |         |

Liste des curés de Dégagnac
| Nom        | Date |
| ---------- | ---- |
|            |      |
|            |      |
| Mr Brassac | 1738 |

## Démographie
L'évolution du nombre d'habitants est connue à travers les recensements de la population effectués dans la commune depuis 1793. Pour les communes de moins de 10 000 habitants, une enquête de recensement portant sur toute la population est réalisée tous les cinq ans, les populations de référence des années intermédiaires étant quant à elles estimées par interpolation ou extrapolation. Pour la commune, le premier recensement exhaustif entrant dans le cadre du nouveau dispositif a été réalisé en 2004.

En 2022, la commune comptait 637 habitants, en évolution de −2,9 % par rapport à 2016 (Lot : +1,31 %, France hors Mayotte : +2,11 %).
| 1793  | 1800  | 1806  | 1821  | 1831  | 1836  | 1841  | 1846  | 1851  |
| ----- | ----- | ----- | ----- | ----- | ----- | ----- | ----- | ----- |
| 1 877 | 2 632 | 2 354 | 1 909 | 1 994 | 1 985 | 2 013 | 2 007 | 2 009 |

| 1856  | 1861  | 1866  | 1872  | 1876  | 1881  | 1886  | 1891  | 1896  |
| ----- | ----- | ----- | ----- | ----- | ----- | ----- | ----- | ----- |
| 2 022 | 2 025 | 2 023 | 1 907 | 1 889 | 2 097 | 2 005 | 1 703 | 1 519 |

| 1901  | 1906  | 1911  | 1921  | 1926  | 1931 | 1936 | 1946 | 1954 |
| ----- | ----- | ----- | ----- | ----- | ---- | ---- | ---- | ---- |
| 1 466 | 1 557 | 1 521 | 1 105 | 1 054 | 941  | 906  | 860  | 825  |

| 1962 | 1968 | 1975 | 1982 | 1990 | 1999 | 2004 | 2006 | 2009 |
| ---- | ---- | ---- | ---- | ---- | ---- | ---- | ---- | ---- |
| 831  | 675  | 609  | 563  | 522  | 507  | 546  | 565  | 599  |

| 2014 | 2019 | 2022 | - | - | - | - | - | - |
| ---- | ---- | ---- | - | - | - | - | - | - |
| 637  | 657  | 637  | - | - | - | - | - | - |

## Économie

### Revenus
En 2018, la commune compte 297 ménages fiscaux, regroupant 599 personnes. La médiane du revenu disponible par unité de consommation est de 18 560 € (20 740 € dans le département).

### Emploi
|                | 2008  | 2013  | 2018   |
| -------------- | ----- | ----- | ------ |
| Commune        | 8,4 % | 5,3 % | 10,6 % |
| Département    | 7,3 % | 8,9 % | 9,6 %  |
| France entière | 8,3 % | 10 %  | 10 %   |

En 2018, la population âgée de 15 à 64 ans s'élève à 360 personnes, parmi lesquelles on compte 72,8 % d'actifs (62,2 % ayant un emploi et 10,6 % de chômeurs) et 27,2 % d'inactifs,. Depuis 2008, le taux de chômage communal (au sens du recensement) des 15-64 ans est supérieur à celui de la France et du département.
La commune fait partie de la couronne de l'aire d'attraction de Gourdon, du fait qu'au moins 15 % des actifs travaillent dans le pôle,. Elle compte 86 emplois en 2018, contre 95 en 2013 et 83 en 2008. Le nombre d'actifs ayant un emploi résidant dans la commune est de 232, soit un indicateur de concentration d'emploi de 37,3 % et un taux d'activité parmi les 15 ans ou plus de 47,6 %.
Sur ces 232 actifs de 15 ans ou plus ayant un emploi, 60 travaillent dans la commune, soit 26 % des habitants. Pour se rendre au travail, 87,4 % des habitants utilisent un véhicule personnel ou de fonction à quatre roues, 0,9 % les transports en commun, 4,7 % s'y rendent en deux-roues, à vélo ou à pied et 7 % n'ont pas besoin de transport (travail au domicile).

### Activités hors agriculture
49 établissements sont implantés  à Dégagnac au 31 décembre 2019. Le tableau ci-dessous en détaille le nombre par secteur d'activité et compare les ratios avec ceux du département,.
| Secteur d'activité                                                                                        | Commune | Commune | Département |
| Secteur d'activité                                                                                        | Nombre  | %       | %           |
| --- | ------- | ------- | ----------- |
| Ensemble                                                                                                  | 49      |         |             |
| Industrie manufacturière, industries extractives et autres                                                | 4       | 8,2 %   | (14 %)      |
| Construction                                                                                              | 8       | 16,3 %  | (13,9 %)    |
| Commerce de gros et de détail, transports, hébergement et restauration                                    | 16      | 32,7 %  | (29,9 %)    |
| Information et communication                                                                              | 1       | 2 %     | (1,8 %)     |
| Activités immobilières                                                                                    | 1       | 2 %     | (3,5 %)     |
| Activités spécialisées, scientifiques et techniques et activités de services administratifs et de soutien | 6       | 12,2 %  | (13,5 %)    |
| Administration publique, enseignement, santé humaine et action sociale                                    | 6       | 12,2 %  | (12 %)      |
| Autres activités de services                                                                              | 7       | 14,3 %  | (8,7 %)     |

Le secteur du commerce de gros et de détail, des transports, de l'hébergement et de la restauration est prépondérant sur la commune puisqu'il représente 32,7 % du nombre total d'établissements de la commune (16 sur les 49 entreprises implantées  à Dégagnac), contre 29,9 % au niveau départemental.

### Agriculture
La commune est dans la « Bourianne », une petite région agricole occupant une partiede l'ouest du territoire du département du Lot. En 2020, l'orientation technico-économique de l'agriculture  sur la commune est la polyculture et/ou le polyélevage.
|               | 1988  | 2000 | 2010 | 2020 |
| ------------- | ----- | ---- | ---- | ---- |
| Exploitations | 70    | 46   | 33   | 23   |
| SAU (ha)      | 1 123 | 972  | 851  | 808  |

Le nombre d'exploitations agricoles en activité et ayant leur siège dans la commune est passé de 70 lors du recensement agricole de 1988  à 46 en 2000 puis à 33 en 2010 et enfin à 23 en 2020, soit une baisse de 67 % en 32 ans. Le même mouvement est observé à l'échelle du département qui a perdu pendant cette période 60 % de ses exploitations,. La surface agricole utilisée sur la commune a également diminué, passant de 1123 ha en 1988 à 808 ha en 2020. Parallèlement la surface agricole utilisée moyenne par exploitation a augmenté, passant de 16 à 35 ha.

## Culture locale et patrimoine

### Lieux et monuments
- Tour de Fage ou tour des Anglais[27]
- Manoir ou repaire de  Mazérac[28]
- Château de Lantis, bâti sur le site d'un castrum plus ancien et détruit pendant les guerres de religion, date de la fin du XVIe siècle. Il est racheté, en ruine, en 1993 et, depuis, a retrouvé sa toiture
- Château de Saint-Avit
- Gare de Dégagnac
- Église Saint-Vincent, reconstruite à partir de 1898[29] sous la direction de l'architecte départemental du Lot Achille Rodolosse